# Eustachy van Lieshout
Eustáquio van Lieshout (ur. 3 listopada 1890 w Aarle-Rixtel; zm. 30 sierpnia 1943 w Belo Horizonte), holenderski duchowny i misjonarz, sercanin biały, Błogosławiony Kościoła katolickiego.

## Życiorys
W 1925 wyjechał do Brazylii, gdzie opiekował się chorymi i ubogimi. Zmarł w opinii świętości. W dniu 15 czerwca 2006 został beatyfikowany przez Benedykta XVI.